# Luis Tejada
Luis Tejada (Panama-Stad, 28 maart 1982 – aldaar, 28 januari 2024) was een Panamees voetballer die als aanvaller speelde.

## Clubcarrière
Tejada begon zijn professionele carrière in eigen land bij Tauro FC. Hij speelde voor vijftien verschillende clubs in zijn carrière. Bij het Peruaanse Club Juan Aurich is hij all time topschutter met 101 doelpunten.

## Interlandcarrière
Van 2001 tot en met 2018 speelde hij voor het Panamees voetbalelftal waarmee hij al viermaal aanwezig was op de CONCACAF Gold Cup. Hij is ook de topschutter aller tijden van het Panamees elftal met 43 doelpunten. Tejada maakte eveneens deel uit van de Panamese selectie, die in 2018 onder leiding van de Colombiaanse bondscoach Hernán Darío Gómez debuteerde bij een WK-eindronde. De ploeg uit Midden-Amerika, als derde geëindigde in de CONCACAF-kwalificatiezone, was in Rusland ingedeeld in groep G en verloor achtereenvolgens van België (0-3), Engeland (1-6) en Tunesië (1-2). Tejada kwam in twee van de drie groepswedstrijden in actie voor zijn vaderland, beide als invaller.
Tejada overleed op 28 januari 2024 op 41-jarige leeftijd nadat hij een hartstilstand kreeg tijdens een oefenwedstrijd.